# Bougou Lira
Pour les articles homonymes, voir Bougou.
Bougou Lira est l'un des quartiers de l'arrondissement de Bougou dans la commune de Djougou au Bénin.

## Démographie
Selon le recensement de la population de 2013 conduit par l'Institut national de la statistique et de l'analyse économique (INSAE), Bougou Fana compte 3 411 habitants.

## Langues
lokpa,Yom, kotokoli, français.

## Éducation
Bougou Lira dispose d'un complexe scolaire public, l'EPP Bougou 2 et d'un complexe privé (Complexe scolaire catholique Espérance). Bougou Lira compte aussi le collège privé Espérance. 